# Jennie Kidd Trout
Pour les articles homonymes, voir Trout.
Jennie Kidd Trout, née Jennie Kidd Gowanlock le 21 avril 1841 à Wooden Mills, à Kelso (Écosse, Royaume-Uni) et décédée le 10 novembre 1921 à Los Angeles (États-Unis), est une institutrice et médecin canadienne. Elle est la première femme médecin à exercer officiellement au Canada, de 1875 à 1880, année au cours de laquelle Emily Stowe obtient également l'autorisation d'y exercer.

## Biographie
Jennie Kidd Trout naît en Écosse en 1841, et a pour parents Elizabeth et Andrew Gowanlock. En 1847, ils déménagent au Canada et s'installent près de Stratford en Ontario. Elle fréquente l'école de Stratford et étudie à partir de 1860 à la Toronto Normal School. Elle devient enseignante en 1861, et enseigne en Ontario jusqu'à son mariage avec Edward Trout, un éditeur, en août 1865. Elle déménage alors à Toronto, où son mari monte un journal avec son frère en 1867, le Monetary Times.
Après son mariage, elle est touchée par des problèmes nerveux qui la laissent partiellement invalide. Elle pratique alors l'électrothérapie qui lui permet de récupérer une partie de ses facultés physiques. Motivée par ses propres affections chroniques survenues après son mariage, elle décide de se lancer dans une carrière de médecin. Elle passe son examen d'entrée à l'université en 1871 et assiste ensuite aux cours de médecine à l'université de Toronto. Elle et Emily Stowe, déjà diplômée de la faculté de médecine de New York en 1867 et qui exerce depuis illégalement la médecine à Toronto, y sont les premières femmes autorisées à étudier, admises par arrangement spécial et à condition qu'elles ne suscitent aucune controverse. Cependant, le climat de la part des autres étudiants et des enseignants leur est hostile. Alors que Stowe refuse de passer ses examens en signe de protestation contre le traitement jugé dégradant qui leur est infligé, Trout passe ses examens avec succès au printemps 1872, mais décide de terminer ses études au Collège de médecine pour femmes de Pennsylvanie, aux États-Unis. Elle y obtient son doctorat en médecine le 11 mars 1875. Elle retourne alors au Canada, où elle réussit le mois suivant l'examen d'équivalence de l'Ordre des médecins et des chirurgiens de l'Ontario. Elle devient alors la première femme médecin autorisée à exercer la médecine dans le pays,.
Trout ouvre en juillet 1875 un institut « thérapeutique et électrique » à Toronto, spécialisé dans les traitements destinés aux femmes impliquant des « bains galvaniques ou électriques ». Elle crée également un dispensaire à la fin de la même année. L'Institut remporte rapidement un grand succès, et des filiales sont ensuite ouvertes à Brantford et à Hamilton, en Ontario.
À cause de sa mauvaise santé, Trout se retire temporairement en février 1882 à Palma Sola, en Floride, avant d'annoncer à la fin de la même année sa retraite définitive de la profession. Elle participe alors à la création d'une école de médecine pour les femmes à l'Université Queen's à Kingston, qui ouvre en 1893 et à laquelle elle fait une importante contribution financière,. Cette école ouvre la même année qu'une seconde école de médecine pour femmes à Toronto, le Women's College Hospital, supporté par Emily Stowe. Cependant, l'école de Kingston ferme l'année suivante à cause du manque d'étudiants. La famille Trout voyage beaucoup, entre la Floride et l'Ontario, et déménage ensuite définitivement en 1908 à Los Angeles, en Californie, où Jennie Kidd Trout meurt en 1921.
En 1991, la poste canadienne a émis un timbre à son effigie pour commémorer la première femme autorisée à exercer la médecine au Canada.